# Claude-François de Thiollaz
Claude-François de Thiollaz (Chaumont, 8 aprile 1752 – Annecy, 14 marzo 1832) è stato un vescovo cattolico francese nativo dello Stato sabaudo.

## Biografia
Claude-Françoise era figlio della nobildonna Louise-Françoise de La Faverge de Cormand che nel 1742 aveva sposato a Cormand, Joseph François de Thiollaz. Suo fratello era Jean-Joseph-Emmanuel de Thiollaz, aiutante di campo ed ambasciatore di Federico Augusto I di Sassonia.
Egli terminò i propri studi secondari a 14 anni per poi trascorrere 10 anni alla Sorbona dove ottenne la laurea nel 1780, nel 1781 venne nominato dottore in teologia ed in utroque iure. Ordinato sacerdote nel 1776, divenne vicario generale a 27 anni.
Nel 1793 venne arrestato ed incarcerato dai rivoluzionari a Chambéry. Grazie all'intervento di Philibert Simond, egli rifuggì la pena di morte e venne condannato alla deportazione in Guiana ma riuscì a fuggire dal carcere di Lione ove si trovava. Egli riparò a Belley e successivamente tornò prigioniero a Chambéry.
Venne quindi condotto di prigione in prigione a Marsiglia, a Tolosa ed infine a Bordeaux da dove evase nuovamente imbarcandosi per l'Olanda. Da Ostenda raggiunse a piedi Bruxelles, partendo poi alla volta di Losanna attraversando il Palatinato e il Baden per ricongiungersi con l'amico Bigex, vicario generale di Annecy.
Nel 1800 fu presente a Roma all'incoronazione di papa Pio VII.
Nel 1822 divenne primo vescovo della neoeretta diocesi di Annecy, dove si preoccupò di riformare la struttura interna. Celebrò nel 1831 i funerali del re di Sardegna Carlo Felice. Morì dopo dieci anni di reggenza, nel 1832.

## Genealogia episcopale
La genealogia episcopale è:
- Cardinale Scipione Rebiba
- Cardinale Giulio Antonio Santori
- Cardinale Girolamo Bernerio, O.P.
- Arcivescovo Galeazzo Sanvitale
- Cardinale Ludovico Ludovisi
- Cardinale Luigi Caetani
- Cardinale Ulderico Carpegna
- Cardinale Paluzzo Paluzzi Altieri degli Albertoni
- Papa Benedetto XIII
- Papa Benedetto XIV
- Papa Clemente XIII
- Cardinale Marcantonio Colonna
- Cardinale Giacinto Sigismondo Gerdil, B.
- Cardinale Paolo Giuseppe Solaro
- Arcivescovo Columbano Giovanni Battista Carlo Gaspare Chiaverotti, O.S.B.Cam.
- Vescovo Claude-François de Thiollaz